# Ejército maratha
El Ejército maratha se refiere a las fuerzas armadas terrestres del Imperio maratha, que existió desde finales del siglo XVII hasta principios del XIX en el subcontinente indio.

## sigloXVII
Chhatrapati Shivaji Maharaj, el fundador del Imperio maratha, levantó un pequeño pero eficaz ejército de tierra. Para mejorar la administración, Shivaji abolió las concesiones de tierras o jagir para los oficiales militares e instituyó un sistema de salario o pago en efectivo por sus servicios. Durante el siglo XVII, el ejército maratha era pequeño en número si se compara con el del Mogol, ya que contaba con unos 100 000 efectivos.
Shivaji dio más importancia a la infantería frente a la caballería, teniendo en cuenta el accidentado terreno montañoso en el que operaba. Además, Shivaji no tenía acceso a los mercados de caballos dominados por los mogoles del norte de la India. Durante esta época, los ejércitos de los marathas eran conocidos por su agilidad debido al ligero equipamiento tanto de la infantería como de la caballería. [La artillería se limitaba principalmente a las fortalezas marathas, que estaban situadas en las cimas de las colinas, ya que proporcionaban una ventaja estratégica y, además, estas fortalezas tenían capacidad para resistir los asedios, como por ejemplo, estar equipadas con suficiente suministro de agua. Los marathas utilizaron armas como mosquetes, matchlocks, espadas de firangi, palos, arcos, lanzas, dagas, etc. La caballería montaba el caballo bhimthadi, que se desarrolló mediante el cruce de árabe y razas de caballos locales.

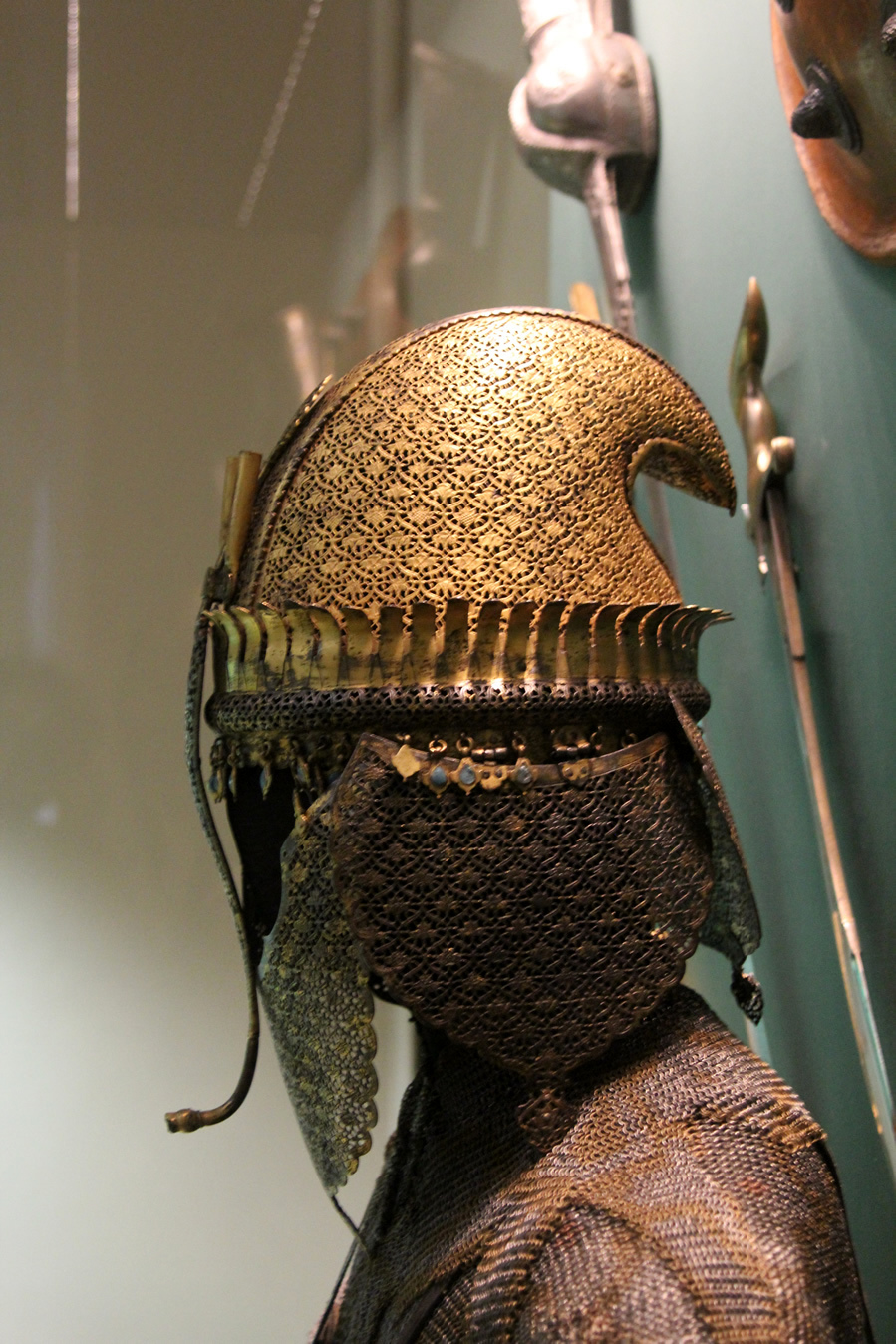
Un casco y una armadura maratha del Museo del Hermitage, San Petersburgo, Rusia.

El ejército maratha, durante la época de Shivaji, era sistemático y disciplinado. Un ejemplo de ello es que los marathas lograron eliminar sistemáticamente todos los fuertes que se les presentaron durante la Batalla de Surat alrededor de 1664. En cuanto a la artillería, Shivaji contrató mercenarios extranjeros (principalmente portugueses) para que le ayudaran a fabricar armas. La contratación de mercenarios extranjeros no era nueva en la cultura militar maratha. Shivaji contrató a experimentados técnicos de fundición de cañones de la Portuguesa de Goa. Los marathas daban importancia a la contratación de expertos, lo que puede corroborarse por el hecho de que se ofrecían puestos importantes en el ejército a los oficiales encargados de la fabricación de cañones.
El Ejército también desplegó mosqueteros, tanto regulares como mercenarios. A finales del siglo XVII, se menciona que los marathas utilizaron mosqueteros bien armados durante su ataque a Goa (durante el reinado de Sambhaji). Además, durante el mismo período también se menciona que los marathas utilizaron mosqueteros karnataki, famosos por su puntería.

### Estructura y rango
A continuación se muestra la estructura y los rangos de los ejércitos de los grandes Maratha a alto nivel durante el reinado de Chhatrapati Shivaji:
La Caballería se dividía en dos a alto nivel:
- Shiledar: Un shiledar llevaba su propio caballo y equipo. Aunque se organizaban de forma diferente, incluso los shiledar convergían en el Sarnobat (jefe del Ejército)
- Bargir: Uno de los soldados de caballería de más bajo rango (de base) de los marathas, al que se le proporcionaba caballo y equipo de las existencias del Estado.[8]

La infantería estaba formada por lo siguiente:
- Mosqueteros Hetkari: mosqueteros konkani reclutados típicamente de la región de Konkan, que poseían  llaves de mecha y destacaban por su puntería
- Mavales: Soldado de a pie reclutado típicamente en oeste de Maharashtra

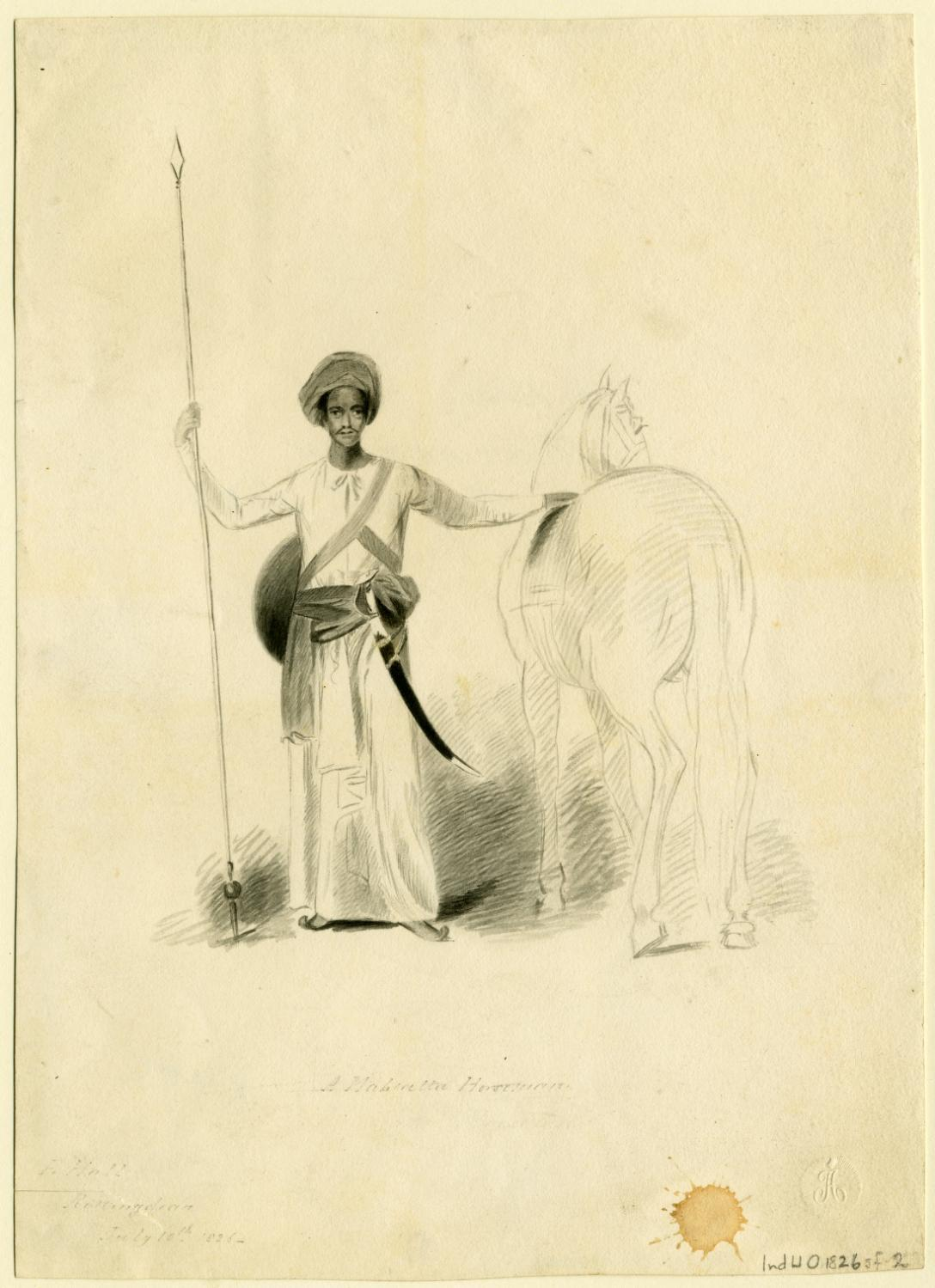
Un jinete maratha - boceto original a lápiz del artista H. Hall; figura de pie en traje militar con lanza, mano izquierda apoyada en el caballo

Los rangos y el salario de la caballería son los siguientes. La infantería tenía una estructura similar
- Sarnobat (jefe del Ejército)(una parte del Consejo de los Ocho): 4000 a 5000 hons al año
- Panch Hazari: 2000 hons al año
- Hazari: 1000 hons al año
- Jumledar: 500 hons al año
- Havaldar: 125 hons al año
- Bargir: 9 hons al año

Rangos de infantería (empezando por el rango más alto):
- Sarnobat (jefe del Ejército)
- Saat (Siete) Hazari
- Hazari
- Jamdar
- Havaldar
- Nayak (o Naik)
- Paek

### Durante las guerras mogol-maratha
Durante las guerras mogol-maratha, también conocida como guerra de los 27 años (1680 a 1707), las fuerzas del Estado maratha (ejército regular) se dispersaron y el escenario de la guerra pasó a ser toda la Sur de la India (o India del Decán). Durante este periodo, los ejércitos de los marathas recurrieron a la guerra de guerrillas; también se unieron bandas de soldados irregulares y se convirtió en una guerra popular. El asalto a la retaguardia del enemigo, a los puestos aislados y a las líneas de suministro fue una característica de este periodo. Los hombres y mujeres comunes de prácticamente todos los pueblos y aldeas ofrecieron refugio a las fuerzas maratha dirigidas por dos generales - Santaji Ghorpade y Dhanaji Jadhav

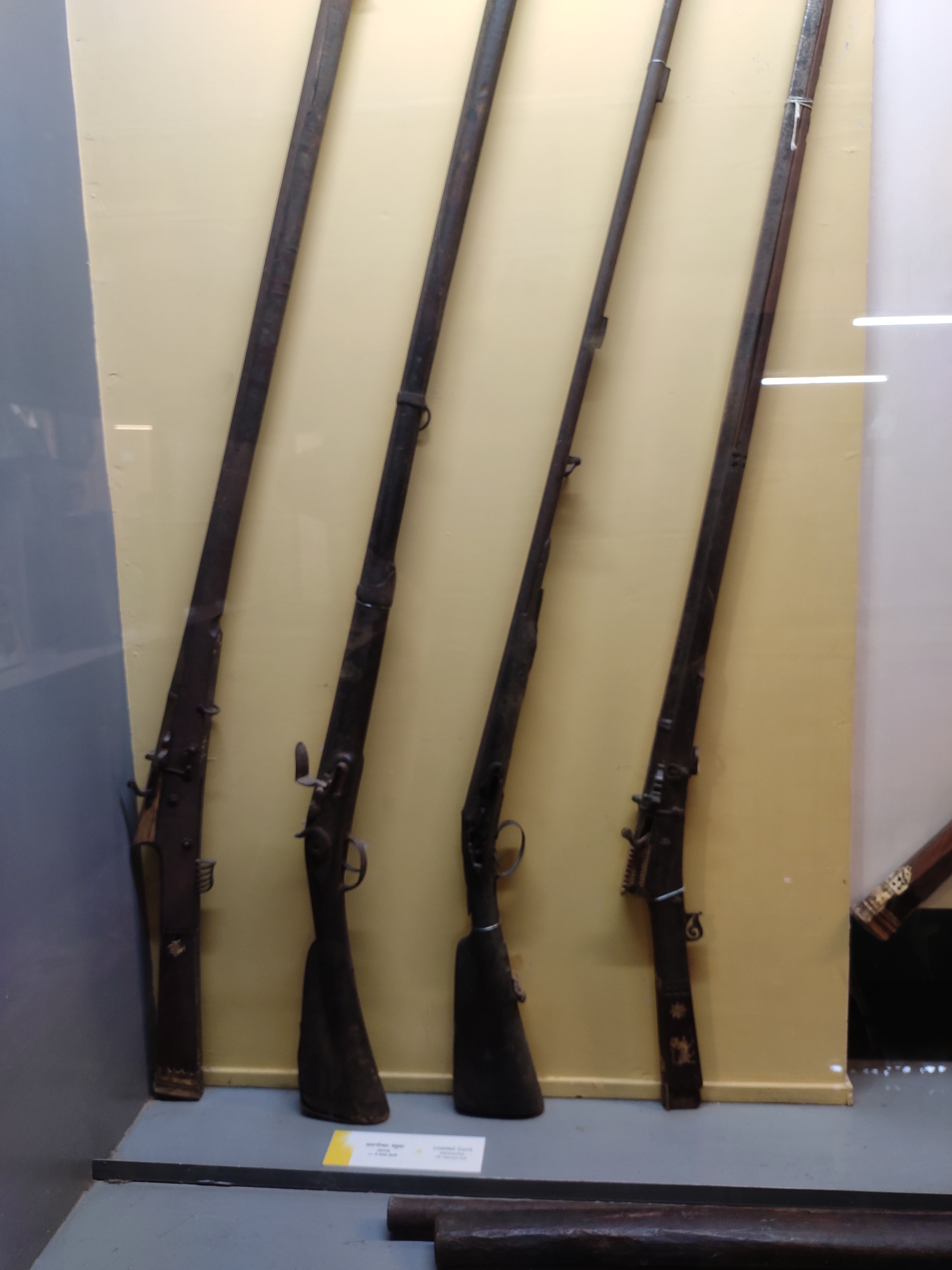
Mosquetes maratha - en exhibición en el Museo Kelkar, Pune

El célebre historiador Jadunath Sarkar escribe en su famoso libro sobre la historia militar de la India acerca de Santaji Ghorpade, un brillante estratega que luchó contra los mogoles en la guerra de los 27 años :

Era un perfecto maestro de este arte, que puede describirse más correctamente como guerra parta que como táctica de guerrilla, porque no solo podía realizar marchas nocturnas y sorpresas, sino también cubrir largas distancias rápidamente y combinar los movimientos de grandes cuerpos en amplias zonas con una precisión y puntualidad que eran increíbles en cualquier ejército asiático que no fuera el de Gengis Kan y Tamerlán.

## sigloXVIII

### Antes de 1761
Durante el siglo XVIII, el ejército maratha siguió haciendo hincapié en su caballería ligera, que demostró ser mejor contra la caballería pesada de los mogoles. Después de 1720, los ejércitos del Imperio Maratha, en el reinado de Chhatrapati Shahu, comenzaron a hacer sentir su presencia en el norte de la India (el bastión de los mogoles) y obtuvieron numerosas victorias militares, principalmente debido a las habilidades de su Peshwa Bajirao I como gran líder de caballería y estratega militar. Bajirao Peshwa hizo un excelente uso de las municiones pequeñas y pesadas (utilizándolas en excelente coordinación) y empleó tácticas de asfixia. Los marathas dirigidos por Bajirao I utilizaban su artillería para crear un manto de proyectiles que asfixiara al enemigo.
Un rasgo distintivo de los contingentes de Peshwa Baji Rao I era el de los ataques de caballería a larga distancia, normalmente caballería ligera y ágil. Durante el reinado de Chhatrapati Shahu, la fuerza de la caballería era de unos 100 000 efectivos. La propia caballería de Chhatarapati se denominaba Caballería Huzurat, que era una división de caballería de élite. Además, Baji Rao utilizó filas masivas de infantería formadas por regulares armados con pedernales a las órdenes de oficiales surasiáticos.

### Modernización antes de 1761

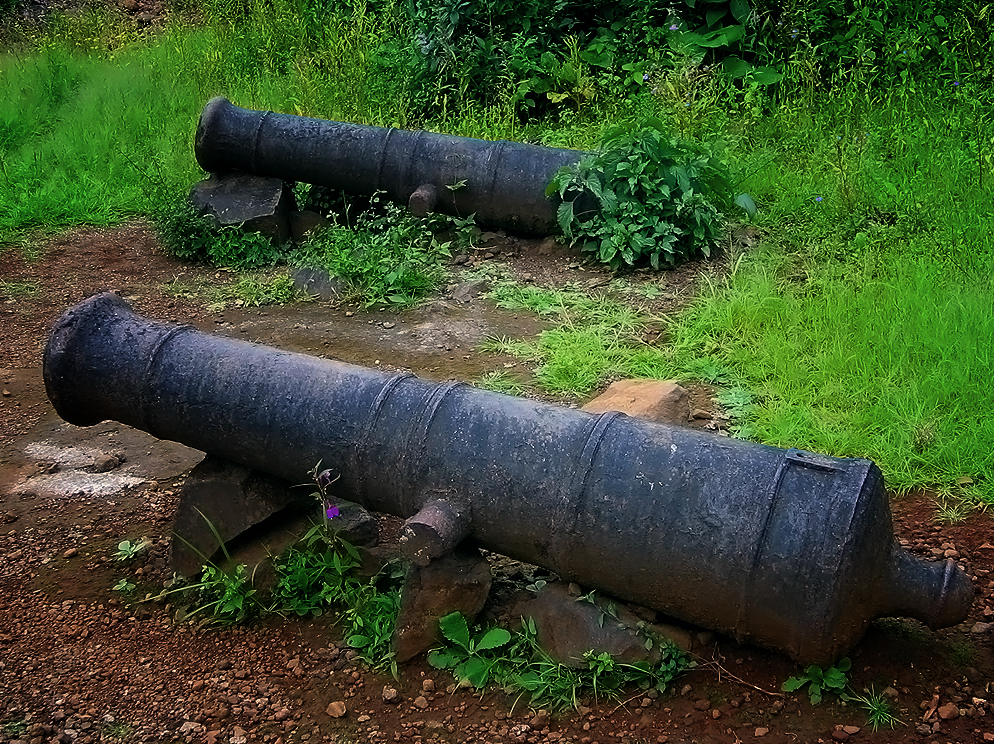
Un cañón maratha visto en el Raigad Hillfort

Cuando los marathas se enfrentaron a la India francesa (aliados del Nizam) en el campo de batalla en la década de 1750, se dieron cuenta de la importancia de una infantería disciplinada al estilo occidental. De ahí que el proceso de modernización comenzara incluso antes de la tercera batalla de Panipat (1761). Sadashivrao Bhau admiraba la infantería disciplinada de estilo occidental. Hacia la década de 1750, los marathas se esforzaron por contratar los servicios del general francés Marqués de Bussy-Castelnau, que sirvió en el ejército del Nizam, con fines de adiestramiento, pero al fracasar en su empeño, consiguieron contratar a Ibrahim Khan Gardi. Ibrahim Khan era un experto en artillería entrenado bajo la dirección de Bussy. La palabra gardi es una corrupción de la palabra francesa garde (guardia) y este gardi formaba la columna vertebral de la infantería maratha. Ibrahim Khan desempeñó un papel importante en la reconfiguración de la artillería maratha. Sirvió a los marathas en la infame tercera batalla de Panipat. Durante la batalla, de los aproximadamente 40 000 hombres del ejército maratha, unos 8000 o 9000 eran de artillería (Infantería Gardi). Poseían 200 cañones (que consistían en piezas de campo pesadas, así como en camellos ligeros o montados en elefantes zambaruks, un equivalente al  cañón giratorio, y también poseían armas de mano.
Durante esta época, las fuentes afirman que los marathas utilizaban tanto llaves de chispa como de mecha y que sus llaves de mecha tenían una ventaja tecnológica al tener un alcance y una velocidad superiores. Sin embargo en la tercera batalla de Panipat, poseían principalmente sólo espadas y lanzas mientras que Abdali poseía una fuerza mayor con mosquetes de chispa.